# نواحی (حاجی‌قبول)
نواحی (به لاتین: Nəvahı) یک منطقه مسکونی در جمهوری آذربایجان است که در شهرستان حاجی‌قبول واقع شده است. نواحی ۲۲۹۳ نفر جمعیت دارد.